# 天堂镇 (麟游县)
天堂镇是中国陕西省宝鸡市麟游县下辖的一个镇。

## 行政区划
天堂镇下辖以下行政区：
天堂村、张家塬村、崖窑村、园子坪村、西坡村、陈家沟村、旧庄村、丰泉村